# روجر ماركيز
روجر ماركيز (بالإنجليزية: Roger Marquis)‏ هو لاعب كرة قاعدة أمريكي، ولد في 5 أبريل 1937 في هوليوك في الولايات المتحدة، وتوفي بنفس المكان في 19 يوليو 2004.

## وصلات خارجية
- روجر ماركيز على موقعبيزبول رفرنس.كوم (الدوري الرئيسي) (الإنجليزية)